# Almo (Idaho)
Almo is een klein gemeentevrij gebied in Cassia County, Idaho, Verenigde Staten. Het ligt op een korte afstand van het City of Rocks National Reserve, een 58 km² beschermd natuurgebied met granieten rotsformaties tot wel 180 meter hoog.